# Basilisker
För det mytologiska monstret, se basilisk.
Basilisker (Basiliscus, latin för "liten kung") är ett släkte med ödlor som förekommer i Central- och Sydamerika och som framförallt är kända för att kunna springa på bakbenen över vattenytor.  

## Systematik
Släktet basilisker tillhör ödlefamiljen Corytophanidae. Det beskrevs taxonomiskt första gången av Josephus Nicolaus Laurenti 1768, men släktnamnet härstammar från Carl von Linnés tionde upplaga av verket Systema Naturae från 1758.
Släktet omfattar fyra arter:
- Basiliscus basiliscus
- Basiliscus galeritus
- Basiliscus plumifrons
- Basiliscus vittatus

## Utseende

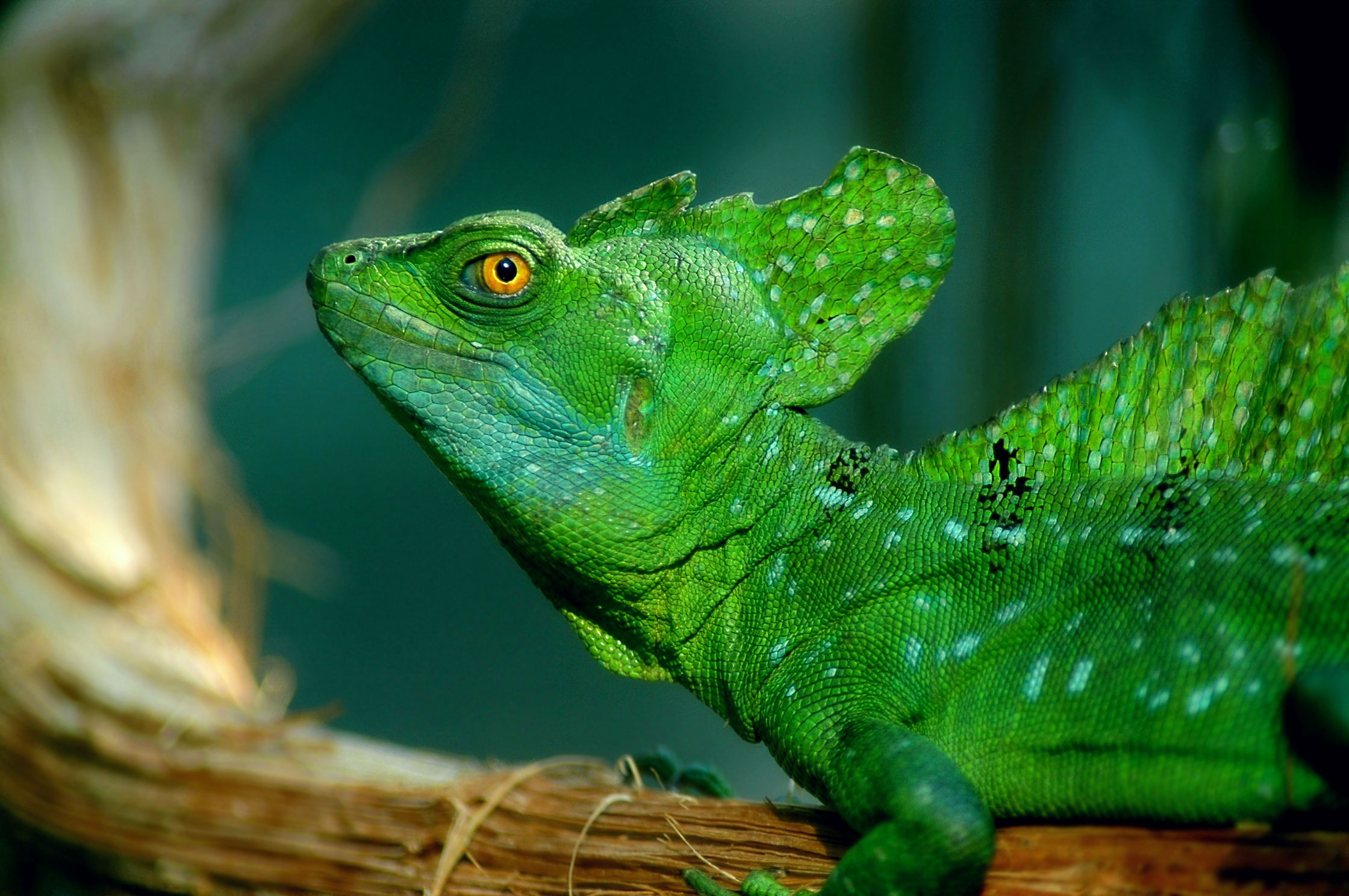
Basiliscus plumifrons.

Basilisker har gul iris. Basiliscus plumifrons utmärker sig från de andra basiliskerna genom att ha blå fläckar. De mäter 70–75 mm på längden och väger cirka 200–600 gram. De fortsätter att växa genom hela livet, men snabbast när de är unga och sedan icke-linjärt.[källa behövs]

## Utbredning
Basilisker förekommer i tropisk regnskog i Central- och Sydamerika, från södra Mexiko till Ecuador, Colombia och Venezuela. Arten randig basilisk (Basiliscus vittatus) har även planterats in i Florida.

## Ekologi
Basilisker är växelvarma och är dagaktiva. Längre norrut överlever de perioder med kallare klimat genom att kura ihop sig i multnande löv för att få värme.[källa behövs] De lever framför allt av insekter men även av bär. Basilisken springer ibland på bakbenen. När basilisken känner sig hotad så kan den simma med hög hastighet och använda sina fjäll som roder. Den kan även gräva ned sig i sand och undviker att få in sand igenom näsborrarna med hjälp av ringmuskler som de kan dra ihop. Basiliker har förmågan att springa på vattenytan vilket sker med en hastighet på 1,5 meter per sekund. Den klarar av att tillryggalägga cirka 4,5 meter innan den sjunker och börjar simma med alla fyra extremiteter. Bakbenen är förhållandevis stora med simhud mellan tårna vilket underlättar genom att skapa en större yta och en luftficka under fötterna.

## Namn
På grund av arternas förmåga att "gå på vatten" så kallas exemplaren ibland även för jesusödla, vilket refererar till bibeltexten i Matt 14:22-34. Andra smeknamn är "Jesus Christ lizards", "Mystical Lizards", "Devil's Lizard" och "Monkey Lala".